# Emil Maier (Fußballspieler)
Emil Maier (* 22. November 1925 in Fulda, Hessen-Nassau) ist ein ehemaliger deutscher Fußballspieler. Er absolvierte in den Jahren 1945 bis 1955 in den Fußball-Oberligen Süd und Nord für die Vereine Kickers Offenbach und Holstein Kiel 201 Spiele und erzielte dabei 109 Tore.

## Laufbahn

### Oberliga Süd, bis 1952
Der von Germania Fulda zu den Kickers an den Bieberer Berg gekommene Stürmer Emil Maier gehörte bereits in der ersten Runde Oberliga Süd, 1945/46, der Mannschaft um Heinrich Abt, Ferdinand „Ferdi“ Emberger, Erich Nowotny, Heinz Kaster, Willi Keim und Anton Picard an. Offenbach belegte in dieser „Trümmer“-Runde, wo das „Fuggern“ und „Schachern“ noch zum Grundelement des Überlebens gehörte, den zwölften Platz. Mit der Übernahme der Trainingsleitung durch Paul Oßwald zur Runde 1946/47 und dem Einstand von Kurt Schreiner rückte die Kickers-Elf im zweiten Jahr Oberliga auf den fünften Rang nach vorne. Maier ging trotz des sportlichen Aufschwungs danach für ein Jahr zu seinem Heimatverein FSV Germania Fulda in das Amateurlager zurück. Zur Runde 1948/49 kehrte der schussstarke Angreifer wieder an den Bieberer Berg zurück.
Der zweite Anlauf des torgefährlichen Stürmers in Offenbach wurde 1948/49 gekrönt durch die souveräne Meisterschaft mit elf Punkten Vorsprung vor dem Vize VfR Mannheim und seinen 19 Toren in 28 Punktspielen. Maier eroberte sich damit gemeinsam mit Georg Herbold und Otto Thanner die Torjägerkrone im Süden. In den Spielen gegen den VfB Stuttgart (4:1), VfB Mühlburg (5:0) und den Absteiger FC Rödelsheim (10:0) zeichnete er sich als dreifacher bzw. vierfacher Torschütze aus. Der Kickers-Angriff spielte zumeist in der Besetzung mit Gerhard Kaufhold (7 Tore), Albert Wirsching (14 Tore), Maier, Horst Buhtz (8 Tore) und Willi Weber der 15 Tore erzielte. Auch in der Endrunde um die deutsche Fußballmeisterschaft bewies Maier mit drei Treffern in den zwei Spielen gegen Wormatia Worms seine Torgefährlichkeit. Im Zwischenrundenspiel am 26. Juni 1949 trafen der Südmeister OFC gegen den Süd-Vize VfR Mannheim in der Schalker Glückauf-Kampfbahn vor 55.000 Zuschauern aufeinander. In der Oberliga hatten sich die Rivalen in beiden Spielen mit einem 1:1-Unentschieden getrennt und Maier hatte dabei in der Rückrunde den Ausgleichstreffer für Offenbach erzielt. Die Mannheimer Rasensportler setzten sich durch Tore von Ernst Löttke und Rudolf de la Vigne mit 2:1 Toren durch und zogen in das Finale ein. Auch im Spiel um den dritten Platz am 9. Juli in Koblenz gegen die kommende Meistermannschaft des 1. FC Kaiserslautern mit den Walter-Brüder konnte der Südtorjäger keinen Treffer für seine Mannschaft erzielen und die Lauterer entschieden ebenfalls mit 2:1 Toren in der Verlängerung das Spiel für sich. Im folgenden Jahr landete Offenbach als Titelverteidiger im Süden auf dem dritten Rang, Maier hatte in 24 Einsätzen dreizehn Tore erzielt. Da im Jahre 1950 die Endrunde mit 16 Mannschaften ausgetragen wurde, nahm auch der Süd-Dritte daran teil. Offenbach spielte sich bis in das Endspiel. Emil Maier kam aber nur in zwei Begegnungen zum Einsatz: in der Vorrunde beim 3:1-Erfolg gegen Tennis Borussia Berlin und im ersten Halbfinalspiel am 11. Juni 1950 in Stuttgart gegen Preußen Dellbrück, das torlos mit 0:0 nach Verlängerung endete. Im Wiederholungsspiel und im Finale am 25. Juni in Berlin gegen den VfB Stuttgart fehlte der verletzungsanfällige Torjäger. Als in der Runde 1951/52 in Offenbach der Stern des neuen Torjägers Helmut Preisendörfer mit 26 Toren in seiner Oberligadebütrunde aufging, wechselte der Mann aus Fulda nach Rundenende in den Norden zu Holstein Kiel. Von 1945 bis 1952 hatte Maier für Offenbach 113 Oberligaspiele absolviert und dabei 63 Tore erzielt. In den Endrunden 1949 und 1950 kamen sechs weitere Spiele mit drei Toren hinzu.

### Oberliga Nord, bis 1955
Das Debütspiel in der Fußball-Oberliga Nord, am 24. August 1952, wurde für den Neuzugang aus Offenbach bei den Schwarz-Roten vom Stadion Marienthal, bei Concordia Hamburg zu einem denkwürdigen Tag: die „Störche“ verloren mit dem neuen Mittelstürmer mit 0:8 Toren. Nach dem 15. Spieltag, den 14. Dezember 1952, die Mannschaft von Trainer Hans Tauchert hatte beim Tabellenführer Hamburger SV mit 5:0 Toren das Spitzenspiel gewonnen, hatte sich aber das Blatt gewendet. Maier stand mit seinen Mitspielern Henry Peper, Paul Gräf, Hans Morgner, Karl-Heinz Cornils, Bernd Oles und Karl Schradi punktgleich mit dem HSV auf dem 1. Platz in der Oberliga Nord. Der Ex-Offenbacher hatte auf der Mittelstürmerposition im Zweikampf gegen Mittelläufer Jupp Posipal zwei Tore in Hamburg erzielt und damit seine Abschlussqualitäten unterstrichen. Auch am 30. Spieltag, den 26. April 1953, zeigte sich Maier von seiner besten Seite: wiederum traf er gegen den Meister Hamburger SV vor 28.000 Zuschauern zweimal beim 3:1-Heimsieg in das von Horst Schnoor gehütete Tor und schloss mit 21 Toren die Runde ab. Damit rangierte er im Norden hinter Günter Schlegel (26) und Kurt Hinsch mit 23 Toren auf dem dritten Rang der Torschützenliste. Auf dem Weg zur Vizemeisterschaft von Kiel hatte Maier in sieben Ligaspielen zwei Tore erzielt. In der Endrunde um die deutsche Fußballmeisterschaft 1953 konnte sich Kiel dann aber im Mai/Juni nicht gegen den 1. FC Kaiserslautern, Eintracht Frankfurt und den 1. FC Köln behaupten, aber Maier trug sich auch hier mit drei Treffern in die Torschützenliste ein. Daraus resultierte auch seine Berufung für das Sichtungsspiel einer DFB-Auswahl gegen eine Südformation am 4. Juni 1953 in Augsburg, wo er an der Seite von Felix Gerritzen, Willi Schröder, Heinz Wozniakowski und Hans Schäfer stürmte.
In den zwei nächsten Runden, 1953/54 und 1954/55, konnte sich Kiel aber nicht mehr auf den Spitzenplätzen festsetzen und der Mann aus Fulda beendete mit dem Nachholspiel am 4. Dezember 1955 gegen Eintracht Nordhorn – Maier schoss in der 25. Minute Holstein Kiel mit 1:0 in Führung – seine höherklassige Spielerlaufbahn. Kiel stand nach vierzehn Spieltagen mit 19:9 Punkten auf dem 2. Rang im Norden. Von 1952 bis Dezember 1955 hatte Emil Maier für Holstein Kiel 88 Spiele in der Oberliga Nord absolviert und dabei 46 Tore erzielt.

## Nach der Spielerkarriere
Der gelernte Kaufmann war später als Trainer im Amateurbereich tätig. Zuerst im Norden bei Kilia Kiel, nach seiner Rückkehr nach Offenbach beim SV Hofbieber.